# アブー・アル＝カースィム・アッ＝ザフラウィー
アブー・アル＝カースィム・アッ＝ザフラウィー（アラビア語: أبو القاسم بن خلف بن العباس الزهراوي, Abū al-Qāsim ibn Khalaf ibn al-ʿAbbās al-Zahrāwī、936年 - 1013年）は、アンダルスのアラブ人医師、薬剤師、科学者である。西洋ではアブルカシス (Abulcasis) の名でも知られている。中世イスラム世界で最も偉大な外科医の1人とされている。彼の医学書はルネサンス期までイスラム世界とヨーロッパで教科書として広く読まれた。彼の最大の業績は『解剖の書』(Kitab al-Tasrif) と呼ばれる30巻の医学百科事典である。
アブー・アル＝カースィムは、傷を焼灼で治療することを得意とした。外科用器具も発明しており、尿道内を調べる器具、咽喉から異物を除去するための器具、耳を検査する器具などがある。

## 伝記
コルドバの西にある El-Zahra で生まれる。スペインに早くから入植したアラブ人の家系である。El-Zahra は武力衝突で壊滅したことがあるため、その著作以外の彼の生涯についてはほとんど記録が残っていない。初めて彼の名が記録されたのはイブン・ハズム（993年 - 1064年）の著作で、スペインの偉大なムーア人外科医として記している。詳細な伝記は、彼が死んでから60年後に al-Ḥumaydī が Jadhwat al-Muqtabis に記している。
生涯のほとんどをコルドバで過ごした。コルドバで彼が住んでいた通りは彼に因んで "Calle Abulcasis" と名付けられている。彼の住んでいた家は今も保存されており、青銅の記念銘板が1977年1月に設置されている。そこには「アブー・アル＝カースィムの住んでいた家」とある。

## 業績
アンダルスのカリフだったハカム2世に外科医として仕えた。彼は生涯とその才能を医学、特に外科学の発展に捧げた。その最大の貢献である『解剖の書』は30巻にも及ぶ医学百科事典で、外科、内科、整形外科、眼科、薬学、栄養学などを網羅している。
14世紀フランスの外科医 Guy de Chauliac は『解剖の書』を200回以上も引用している。Pietro Argallata（1453年没）はアブー・アル＝カースィムを「全ての外科医の中で最も偉大であることは間違いない」と評した。初期の業績としては、963年に子宮外妊娠について世界初の記録を残している。その影響は5世紀に渡って続き、フランスの外科医ジャック・ダレシャン（1513年 - 1588年）が頻繁に『解剖の書』を参照しているなど、ルネサンス期になっても影響が持続した。

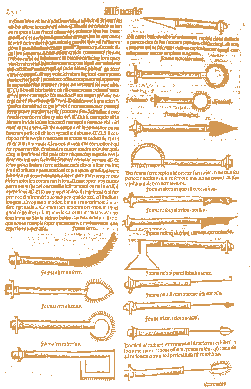
アブー・アル＝カースィムの著作の Peter Argellata によるラテン語訳版（1531年）にある医療器具についてのページ

### 解剖の書
アブー・アル＝カースィムの30巻の医学書『解剖の書』は1000年に完成したものである。医学を広範囲にカバーした内容で、歯学から分娩まで扱っており、約50年間外科医として鍛錬し教えてきた経験の蓄積によるデータが詰め込まれている。その中で彼は医師と患者が良好な関係を築くことの重要性を説き、教え子たちを "my children" と愛情をこめて書いている。また、患者の社会的地位に関係なく治療することの重要性を強調している。正確な診断と最適な治療方法を選択するため、個々の症例の綿密な観察を推奨している。
『解剖の書』は後にクレモナのジェラルドが12世紀にラテン語訳し、イラストをつけた。中世ヨーロッパでは5世紀もの間、医学知識の源泉とされ、医師や外科医が参照した。
万人が認めているわけではないが、『解剖の書』には後に「コッヘル法」と呼ばれるようになった肩関節の脱臼の治療法や、産科学の "Walcher position"（仰臥位）が記されている。また、アンブロワーズ・パレの600年ほど前に血管の縛り方を記していた。また、歯科用器具を記した最古の書籍であり、血友病が血縁者に受け継がれることも記している。
また、普通分娩で鉗子を使う技法も解説している。また、200種類以上の自身の外科用器具コレクションを紹介している。そのほとんどはかつて使われたことがないもので、Hamidan Zohir（1993年）はアブルカシスの発明した器具として26種の外科用器具を挙げている。
体内の縫合に腸線を使うという彼の技法は現代の手術でも実際に行われている。腸線は最終的に溶ける唯一の自然な素材で、体内に使っても問題を起こさない。『解剖の書』には母親の胎内で死んだ胎児を鉗子で取り出す技法も書かれており。これもアブー・アル＝カースィムの発明である。女性から石児の一部を摘出する手術も行っており、本人も驚きを記している
『解剖の書』には、動脈の血流制御に焼灼の代わりに結紮するという技法も書かれている。手術用の針も『解剖の書』に記されており、アブー・アル＝カースィムの発明とされている。
アブー・アル＝カースィムは、メス、掻爬器、開創器、膣鏡など200ほどの新たな外科用器具を考案した。

### Liber Servitoris
薬学および薬理学の分野では、昇華と蒸留を使った薬の製法の先駆者である。その著作『Liber Servitoris』では、それまで混合した形で使われていた薬から特定の薬効成分を抽出する方法を解説している。